# Gabrnik, Juršinci
Gabrnik je naselje v Občini Juršinci.